# دييغو دي زونيغا
دييغو دي زونيغا (بالإسبانية: Diego de Zúñiga)‏ هو فيلسوف إسباني، ولد في 1536 في سلامنكا في إسبانيا، وتوفي في 1597 في طليطلة في إسبانيا.